# Henry R. Selden

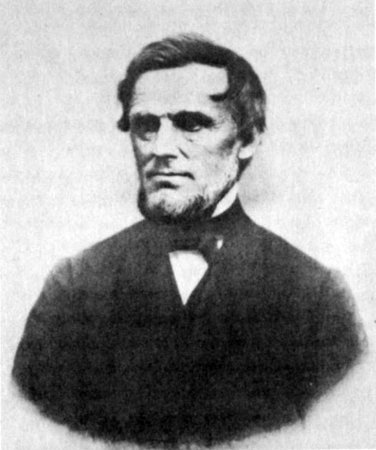
Henry R. Selden

Henry Rogers Selden (* 14. Oktober 1805 in Lyme, New London County, Connecticut; † 18. September 1885) war ein US-amerikanischer Jurist und Politiker, der zwischen 1857 und 1858 Vizegouverneur des US-Bundesstaates New York war. Später verteidigte er im Juni 1873 Susan B. Anthony, die wegen unrechtmäßiger Wahlbeeinflussung angeklagt war. Sie war die erste Frau, die bei einer Präsidentschaftswahl in den Vereinigten Staaten als Wählerin registriert wurde und ihre Stimme bei der Wahl von 1872 abgab.

## Werdegang
Henry Selden war der Sohn von Calvin Selden und Phebe (Ely) Selden. Er zog nach Rochester (New York) und fing dort 1825 Jura in der Kanzlei von Addison Gardiner und seines Bruders Samuel L. Selden zu studieren. Seine Zulassung als Anwalt erhielt er 1830 und fing dann in Clarkson (New York) zu praktizieren.
Am 25. September 1834 heiratete er Laura Anne Baldwin in Clarkson. Das Paar hatte fünf gemeinsame Kinder, drei Söhne und zwei Töchter. Einer von diesen Söhnen war George Baldwin Selden, dem als erste Person ein Patent für ein Automobil bewilligt wurde.
Selden wurde 1851 der Berichterstatter am Berufungsgericht von New York. Er war ursprünglich ein Demokrat, wurde allerdings später ein Abolitionist und 1856 Gründungsmitglied der Republikanischen Partei von New York. Im gleichen Jahr wurde er zum Vizegouverneur gewählt. Das Yale College verlieh ihm 1858 den LL.D. (Doctor of Laws). Selden kehrte 1859 nach Rochester zurück. Im nachfolgenden Jahr war er als Delegierter bei der Republican National Convention tätig.
Im Juli 1862 wurde Henry Selden zum Richter am Berufungsgericht von New York ernannt. Er füllte dort die freie Stelle, die durch den Rücktritt seines Bruders, Samuel, entstand. Im November 1863 wurde er für eine achtjährige Amtszeit wiedergewählt, trat jedoch am 2. Januar 1865 zurück. Die Republikanische Partei nominierte ihn 1870 für die Stelle des Chief Judges am Berufungsgericht von New York, jedoch wurde er durch den Demokraten Sanford E. Church besiegt.
1872 nahm Selden an der Convention der Liberal Republican Party in Cincinnati teil. Der parteiliche Streit führte zu seinem Rückzug aus der Politik. Er verbrachte dann den Rest des Jahres und die erste Hälfte des nachfolgenden Jahres mit Anthonys Fall, für welchen er Anthony niemals eine Rechnung stellte. Selden zog sich dann 1879 von der Anwaltstätigkeit zurück.
Er wurde nach seinem Tod nahe Anthony auf dem Mount Hope Cemetery beigesetzt.

## Ehrungen
Das Fort Selden in New Mexico wurde nach ihm zu Ehren benannt.